# Нибјано
Нибјано (итал. Nibbiano) је насеље у Италији у округу Пјаченца, региону Емилија-Ромања.
Према процени из 2011. у насељу је живело 418 становника. Насеље се налази на надморској висини од 290 м.

## Становништво
Према резултатима пописа становништва 2011. у општини је живело 2.263 становника.
| 1931. | 1936. | 1951. | 1961. | 1971. | 1981. | 1991. | 2001. | 2011. |
| ----- | ----- | ----- | ----- | ----- | ----- | ----- | ----- | ----- |
| 5.245 | 4.985 | 4.342 | 3.600 | 3.027 | 2.678 | 2.449 | 2.388 | 2.263 |